# 권해옥
권해옥(1935년 8월 15일 ~ )은 대한민국의 정치인이다. 제13·14대 국회의원을 지냈다.

## 역대 선거 결과
|  | 42.48% |

|  | 19.20% |

|  | 48.08% |

|  | 39.83% |

|  | 24.29% |